# Villa du Molard

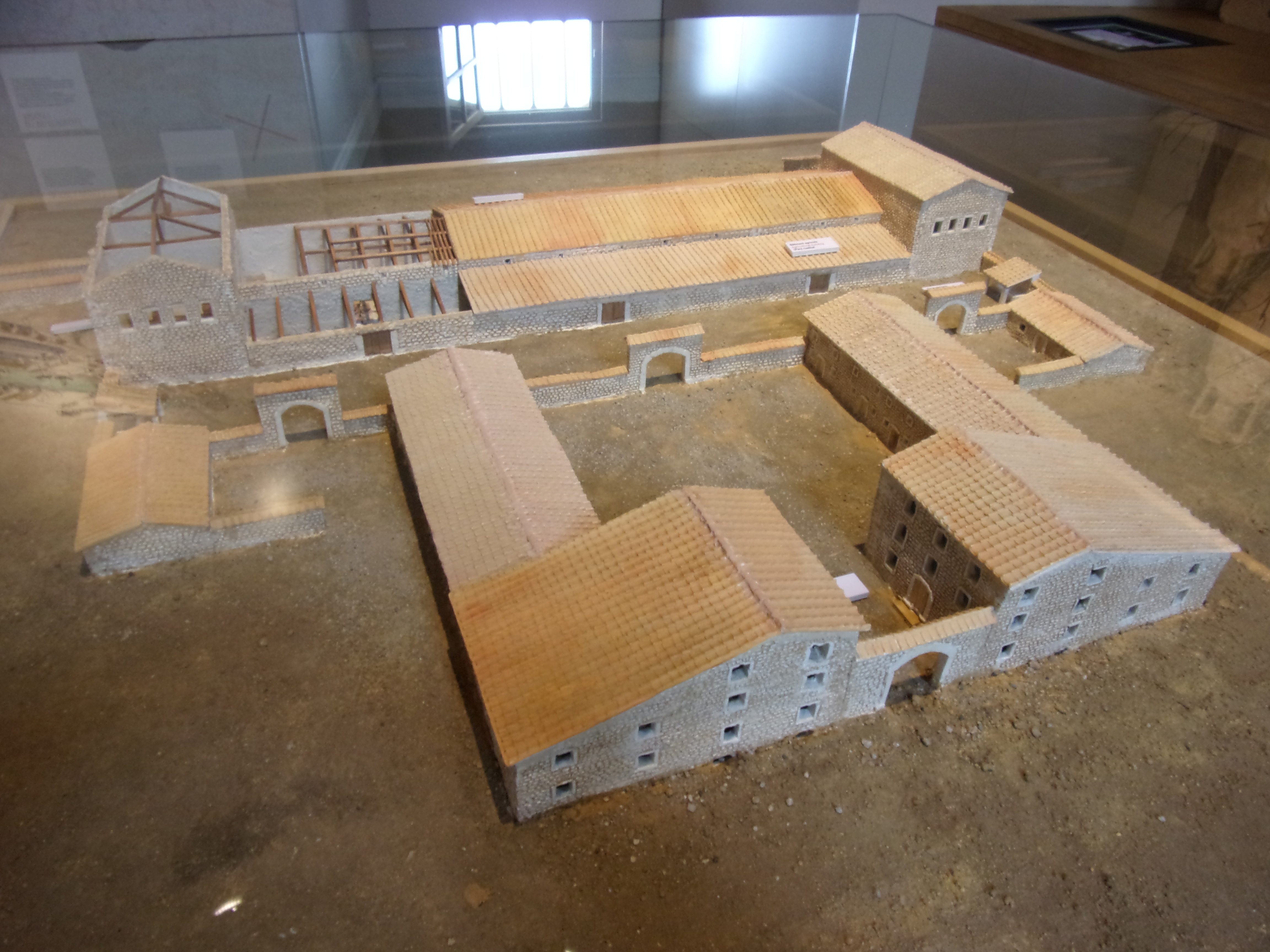
Maquette in het kasteel van Suze-la-Rousse

De Villa (du) Molard was een grote Gallo-Romeinse landbouwonderneming voor de productie van wijn, actief in de eerste en de tweede eeuw, op het grondgebied van de Franse gemeente Donzère (Drôme). De archeologische site is deels beschermd als monument historique.
De villa rustica kende een enkele bouwfase in de eerste eeuw. Het complex had een totale oppervlakte van 10.000 m² en bestond uit twee delen. In het noorden lag een een groot gebouw bedoeld voor de opslag van wijn, met eraan verbonden een galerij. In het zuiden lag een villa rond een binnenplaats. Aan beide zijden van een wijnkelder waren kuipen gebouwd waar de druiven werden geplet. Daarnaast waren er wijnpersen met bijhorende kuipen in vier verschillende kamers. De villa was gunstig gelegen nabij de Rhône en de Via Agrippa en bleef in gebruik tot het einde van de tweede eeuw.
Op de site werd archeologisch onderzoek verricht door Thierry Odiot. In 1994 werden de resten van het gebouw waarin zich de wijnpersen bevonden, beschermd als monument historique.